# Яни Драшков
Яни Драшков, известен като Лудия Драшко, е български общественик, деец на късното Българско възраждане в Южна Македония.

## Биография
Яни Драшков е роден около 1831 година в костурската паланка Хрупища, тогава в Османската империя, днес Аргос Орестико, Гърция. След започването на пробуждането на българщината в Хрупища, Драшков като махленски кмет (аза) или махленски представител пред властите е един от най-видните български национални дейци в града. Драшков умира в 1921 година.
Георги Христов пише за Драшков:
| „ | Яни Драшко със съгласието на поменатите му по-горесъграждани пръв поиска да доведе от Костур български учител. Той най-много популяризира националното дело между местните влиятелни турци и спечели благосклонността им към него, по-после и пред властите в Хрупища, Костур и Битоля. | “ |